# 天津铁路枢纽北环线
天津铁路枢纽北环线，起自京沪铁路南仓站，绕过天津市主城区，至津山铁路北塘站，全长47.173km。

## 技术概况
线路
1. 宜兴埠设线路所(2.7km)
2. 大毕庄站(9.0km)：东咽喉北侧接入了热电厂专用线、棉麻库专用线、全程物流专用线。[1]
3. 范家庄站(16.6km)
4. 山岭子站(24.5km)
5. 胡张庄线路所(32.9km)：后建有蓟港铁路双线接入民生村站。2017年天津大北环线铁路双线接入。
6. 北塘西站(40.5km)：1993年后建设为枢纽辅助编组站

## 历史
随着社会生产发展，京山线运量不断增长，1970年，南仓至塘沽间通过能力已经饱和，成为天津铁路枢纽内的咽喉区段。为此，1971年11月、1972年7月，北京铁路局两次向交通部提出修建南仓至北塘铁路的要求。交通部于1972年10月批准修建该线。1973年7月交通部批准了北京铁路局勘测设计所的初步设计，并规定“初期只担当天津枢纽间货物列车分流，不办理客货运营业。考虑到地方工业的发展和规划，预留增设客货运条件”及“应预留复线条件”。1974年2月，北京铁路局勘测设计所提出正式施工设计。主要技术条件为：国铁I级线路；单线；正线使用50公斤／米钢轨，站线使用43公斤／米钢轨；限制坡度4‰；最小曲线半径400米；到发线有效长850米；半自动闭塞；北塘站为大站电气集中，其余各站为小站电气集中。建有一条HEQ27X4X1.2型低频区段通信电缆。北京铁路局、交通部公路第一工程局和天津市共同承担施工任务。1973年7月1日开工，1975年5月15日竣工，1975年7月1日正式运营。完成土方167.24万立方米；铺轨(含站线)63.03公里；房建12170平方米；大桥l座147.6延长米，中小桥192座3261延长米。工程总投资6233万元。
原定随北环线一同设计、建设的上行引入北塘站的跨线桥，在1973年发现选址附近的铁路线上埋设仅7年的优质钢筋混凝土电杆，一夜之间连片倒下，造成通信终端事故，经技术鉴定为盐田对混凝土电杆严重腐蚀所致，该跨线桥因而停建。由于京山线北塘站上行进入北环线列车与京山线平面交叉，干扰京山线运输，仅按下行单方向行车。1978年7月22日，北京铁路局勘测设计所提出《天津枢纽北塘-北环上行引入线初步设计》，1978年8月11日得到天津市批准。该连络线由北环线北塘西站起，跨越京山正线和塘北公路，经长芦盐务管理局塘沽盐场三分场的盐田引入北塘站上行咽喉，全长10.299公里。该线跨越京山线、塘北公路及盐田的钢筋混凝土梁北塘特大桥，长1607米，对下部结构（沉井基础和桥墩）混凝土掺加SRA型混凝土防腐剂。由北京铁路局天津工程处（今中铁六局）施工，1980年动工，1986年7月1日竣工。填筑土方26.9万立方米；铺轨11.7公里(含站线)；房建2495平方米；中小桥20座116.7延长米。工程总投资3889万元。
1985年12月，天津站获批原地扩建。为给天津站施工创造条件，1986年北京铁路局勘测设计所提出了增建北环线部分区间插入二线。1987年3月提出二线工程施工设计。由北京铁路局北京工程处和铁道部通信信号公司天津分公司承担施工。1987年4月6日动工，1987年10月5日开通。完成土方32万立方米，铺轨35.7公里（(含站线，其中二线部分为23.58公里)。工程总投资4400万元。 
1992年开始天津北环复线及自动闭塞站后施工设计。后电化改造，每昼夜运行117对列车。